# Patryk Rachwał
Patryk Rachwał, né le 27 janvier 1981 à Zabrze, est un footballeur international polonais. Il joue actuellement au poste de milieu de terrain au GKS Bełchatów.
Il compte quatre sélections avec la Pologne, acquises entre 2003 et 2005.

## Carrière
- 1997-1999 :  Górnik Zabrze
- 1999-2000 :  Energie Cottbus
- 2000-2001 :  FC Sachsen Leipzig
- 2001-2004 :  Widzew Łódź
- 2004-2007 :  Wisła Płock
- 2007-2010 :  GKS Bełchatów
- 2010-2011 :  Polonia Varsovie
- 2011-2012 :  Zagłębie Lubin
- 2013- :  GKS Bełchatów